# بطن‌های طرفی

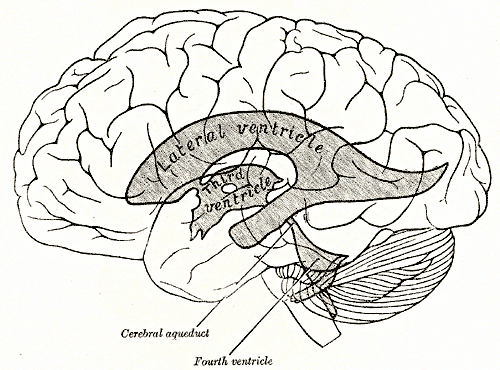
طرح نشان‌دهندهٔ روابط بطن‌ها با سطح مغز

بطن‌های طرفی که هر کدام در یکی از نیمکره‌های مغز قرار دارند، دارای مایع مغزی-نخاعی هستند که این مایع از طریق شبکه کوروئید بطن طرفی ایجاد می‌گردد. در ابتدا مایع مغزی-نخاعی در بطن طرفی انباشته شده و از طریق سوراخ مونرو (سوراخ بین بطنی) به بطن سوم، سپس از راه مجرای سیلویوس به بطن چهارم انتقال می‌یابد. درنهایت، از طریق بطن چهارم است که مایع مغزی-نخاعی از دستگاه بطنی خارج می‌گردد. یک سوراخ بین بطنی (سوراخ مونرو) به ندرت مسدود می‌گردد.و مسئول اننتشار پیام عصبی است.  

## ساختار
بطن های جانبی، به شکل منحنی های کشیده، دارای یک ادامه رو به جلو در پایین تر از انتهای خلفی منحنی هستند، ویژگی که به عنوان trigone شناخته می شود. قسمت مرکزی یا بدنه منحنی بر این اساس نامگذاری می شود و قسمت های باقی مانده به عنوان شاخ (به لاتین: cornua) شناخته می شوند و اغلب در رابطه با موقعیت آنها (قدامی، خلفی یا تحتانی) یا لوب قشر مغز به آن اشاره می شود. که آنها را گسترش می دهند. اپاندیم، سلول های عصبی اپیتلیال، پوشاننده سیستم بطنی، از جمله بطن های جانبی، یافت می شود. 
پوتامن که بین شاخ تحتانی و بدنه اصلی بطن قرار دارد و از سر هسته دمی خارج می شود و چند اتصال دیگر از طریق اکسیپیتال تاپتوم ذکر شده است. گلوبوس پالیدوس در زیر پوتامن قرار دارد و یک اتصال را تشکیل می دهد و چارچوب اطراف تالاموس را تشکیل می دهد. بدون شبکه مشیمیه، شکافی بین بطن جانبی و تالاموس وجود دارد که به آن قسمت تحتانی شکاف مشیمیه گفته می شود. تالاموس عمدتاً از طریق گلوبوس پالیدوس و اندام های قدامی فورنکس (جسم پستانی) با ساختارهای متصل به بطن های جانبی ارتباط برقرار می کند.

### شاخ های قدامی بطن جانبی
قسمت جلویی فضای داخلی مغز ما (بطن جانبی)، که شاخ پیشانی نیز نامیده می‌شود، در بخش جلویی مغز، به نام لوب فرونتال، کشیده می‌شود. از طریق سوراخی به نام سوراخ بین بطنی به فضای دیگری در داخل مغز متصل می شود . این قسمت جلویی بطن، لوب جلویی را لمس می کند، با یک شیب اندک به سمت پایین از جلو و به طرفین می رود. از قسمت جلوی بطن جانبی دیگر توسط یک صفحه نازک از اعصاب، که به عنوان سپتوم پلوسیدوم شناخته می شود، تقسیم می شود. این ورقه مرز داخلی بطن را تشکیل می دهد. لبه پایینی یا قسمتی که رو به داخل بطن است توسط ساختاری به نام جسم پینه ای شکل گرفته است. 
قسمت بالای جسم پینه ای که به عنوان منبر شناخته می شود، حد بیرونی بطن را تشکیل می دهد. در نزدیکی بدن بطن، قسمت بالایی جنس است. مرز باقی مانده یا قسمتی که رو به داخل بطن قرار دارد، توسط قسمت پشتی قسمتی از مغز به نام هسته دمی ساخته شده است. گاهی اوقات، کیست ها یا کیست های کوچک پر از مایع در این قسمت جلویی بطن دیده می شوند. این کیست ها معمولاً دلیلی برای نگرانی نیستند و می توان آنها را یک تنوع طبیعی در نظر گرفت.

### بدن بطن جانبی
بدن بطن جانبی یا قسمت مرکزی بین شاخ قدامی و تریگون قرار دارد. سقف آن به تاپتوم جسم پینه ای متصل است. به صورت داخلی توسط سپتوم پلوسیدوم از بطن جانبی دیگر جدا می شود. قسمت بالایی لبه جانبی توسط دم هسته دمی تشکیل شده است، اما تمام مرز را پوشش نمی دهد. در زیر دم هسته دمی، استریا انتهایی باریک در ورید تالاموستریات فوقانی قرار دارد. بخش اصلی فورنیکس به بخش باریک مرز جانبی کمک می کند، با یک شبکه مشیمیه که قسمت داخلی را تکمیل می کند و به هر دو بطن خدمت می کند.

### تریگون بطن جانبی
تریگون بطن جانبی ناحیه ای است که در آن شاخ تحتانی و شاخ خلفی به هم می رسند و دهلیز را تشکیل می دهند (همچنین به عنوان محل اتصال نیز شناخته می شود). در این ناحیه، به ویژه کف بطن جانبی، شبکه مشیمیه بزرگ شده است که به آن گلوم مشیمیه گفته می شود. این ویژگی سطحی، مثلثی شکل، به عنوان تریگون وثیقه شناخته می شود.  

### شاخ خلفی بطن جانبی
در شاخ خلفی بطن جانبی که به آن شاخ پس سری نیز می گویند، با جهت اولیه جانبی به سمت لوب پس سری امتداد می یابد و سپس در سمت جانبی به سمت داخل و پایین خمیده می شود. تاپتوم جسم پینه ای سقف و لبه جانبی را به دلیل روشن بودن تشکیل می دهد. انتهای خلفی و قدامی جسم پینه، بسته‌بندی محکم‌تری را نشان می‌دهد که به نام فورسپس شناخته می‌شود، که در اطراف شیار مرکزی خمیده می‌شود و قسمت بالایی سمت داخلی شاخ خلفی را تشکیل می‌دهد. بقیه لبه داخلی در تماس مستقیم با ماده سفید قشر لوب پس سری است.

### شاخ تحتانی بطن جانبی
شاخ تحتانی یا شاخ زمانی بطن جانبی بزرگترین شاخ است. از دهلیز زیر تالاموس امتداد می یابد تا به آمیگدال ختم شود. برجستگی جانبی و هیپوکامپ کف آن را تشکیل می دهند که توسط لایه ماده سفید آلوئوس از هم جدا شده اند. تالاموس، هسته دمی و تاپتوم سقف آن را تشکیل می‌دهند و قسمت انتهایی آن قسمت باقیمانده را تکمیل می‌کند. شبکه مشیمیه روی دیواره داخلی آن قرار دارد. تاپتوم برای لوب گیجگاهی از مرز جانبی تشکیل شده و به نوار اصلی بالای بدن بطن می‌پیوندد. قسمت اعظم کف آن توسط فیمبریا هیپوکامپی و به دنبال آن هیپوکامپ در قدامی تشکیل شده است. سمت جانبی مرز، مانند شاخ خلفی، مستقیماً با ماده سفید لوب اطراف تماس دارد.

## توسعه
بطن های جانبی، بخشی از سیستم بطنی مغز، از کانال مرکزی لوله عصبی در داخل پروسنفالون و تلانسفالن در حال توسعه رشد می کنند. در طول رشد قبل از تولد تا سه ماه اول، کانال مرکزی به بطن های جانبی، سوم و چهارم گسترش می یابد که توسط کانال های باریک به هم متصل می شوند . شبکه کوروئید، نواحی تخصصی در بطن های جانبی، مایع مغزی نخاعی تولید می کند. کانال عصبی که منبسط نمی‌شود به قنات مغزی تبدیل می‌شود، در حالی که بطن چهارم در اُبکس باریک می‌شود و کانال مرکزی نخاع را تشکیل می‌دهد. فشار از ساختارهای بیرونی می تواند باعث ایجاد برآمدگی های مقعر در بطن های جانبی در درجات متغیر شود. این برآمدگی ها از ساختارهای خاصی مانند فورسپس، شیار کلکارین، هیپوکامپ و شیار جانبی منشاء می گیرند. تشخیص بطن جانبی جنین را می توان با استفاده از اندازه گیری های خطی یا مسطح به دست آورد.

## اهمیت بالینی
گسترش حجم بطن جانبی با بیماری های عصبی خاصی از جمله اسکیزوفرنی، اختلال دوقطبی، اختلال افسردگی اساسی و بیماری آلزایمر مرتبط است. تقریباً 5 تا 12 درصد از جمعیت عمومی تغییرات تشریحی در اندازه بطن جانبی را نشان می دهند که با دستی مرتبط است. افراد راست دست تمایل دارند بطن جانبی راست بزرگتر و شاخ خلفی چپ بلندتر داشته باشند، در حالی که افراد چپ دست، شاخ های خلفی راست را بلندتر نشان می دهند. عدم تقارن شدید، جابجایی خط وسط یا بزرگ شدن منتشر به طور بالقوه نشان دهنده آسیب زودهنگام مغزی است، به ویژه با شاخ خلفی راست بلندتر.

## قسمت‌ها
هر بطن طرفی از سه قسمت تشکیل شده‌است:
- شاخ جلویی (Anterior horn) که به داخل لوب پیشانی کشیده می‌شود
- شاخ پشتی (Posterior horn) که به داخل لوب پس سری راه می‌یابد
- شاخ تحتانی (Inferior horn) که به داخل لوب گیجگاهی می‌رود

## نگارخانه

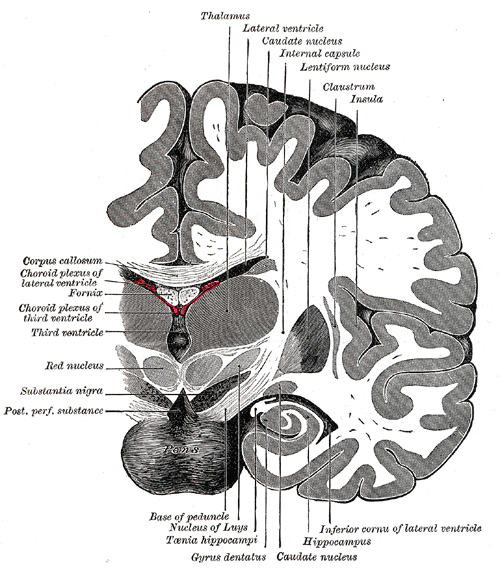
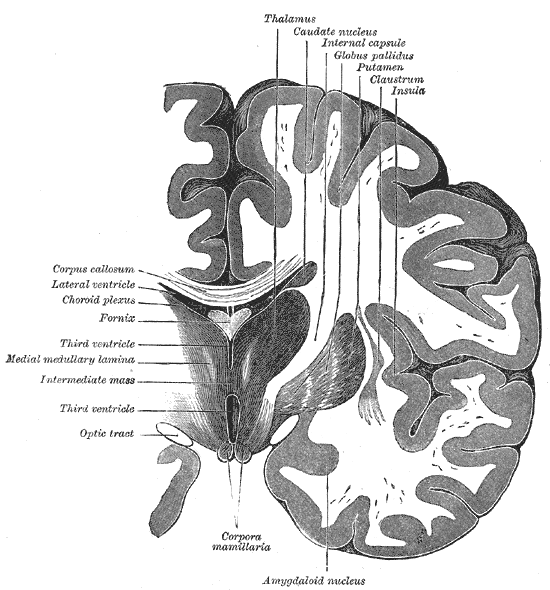
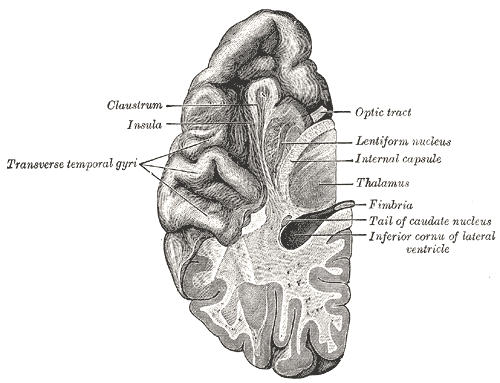
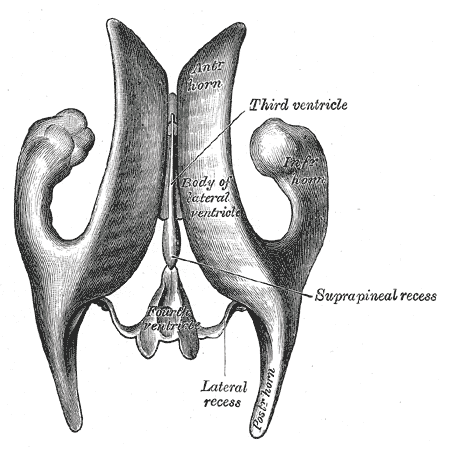
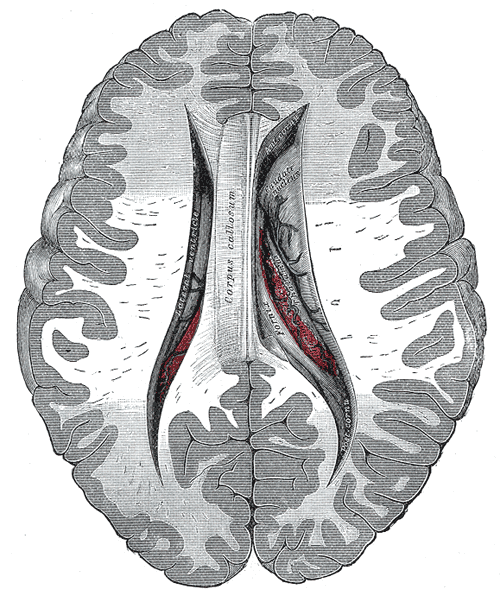
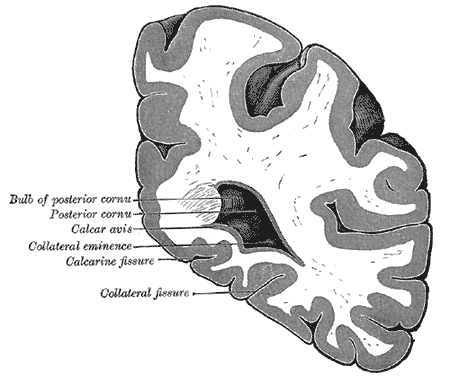
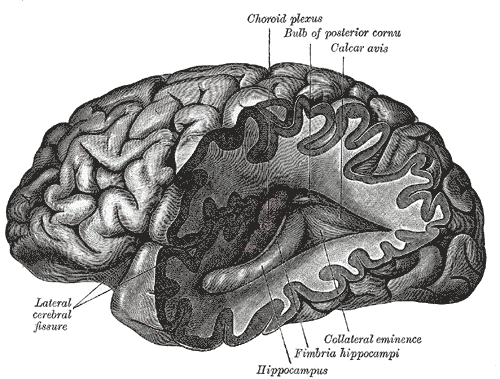
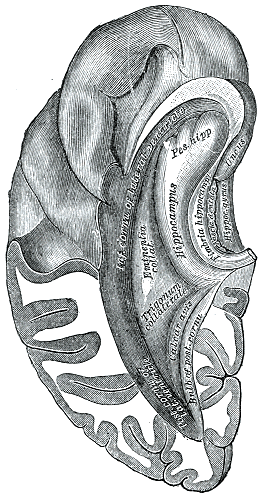
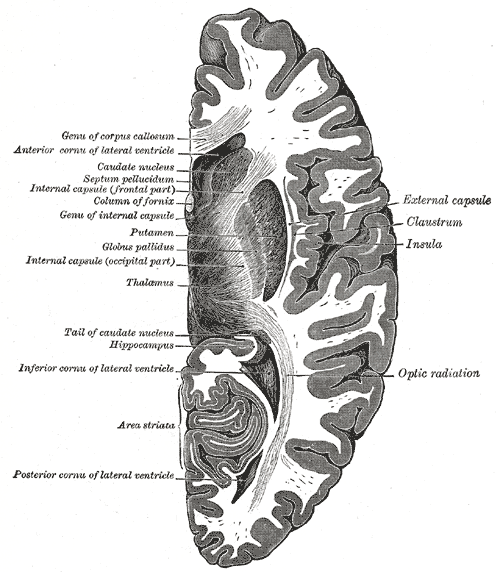
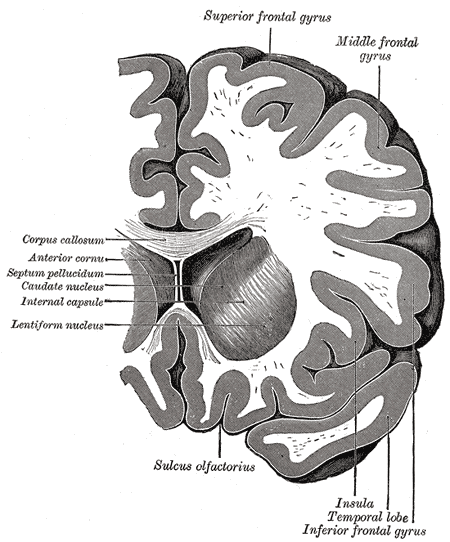
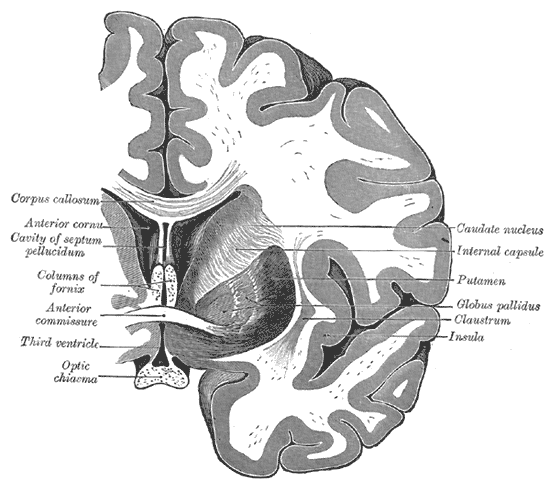
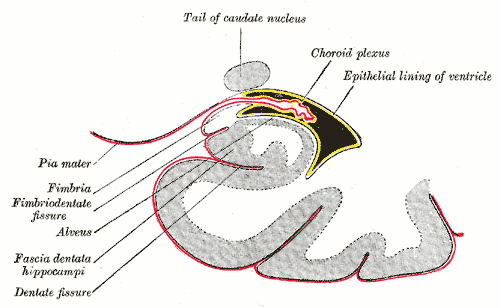
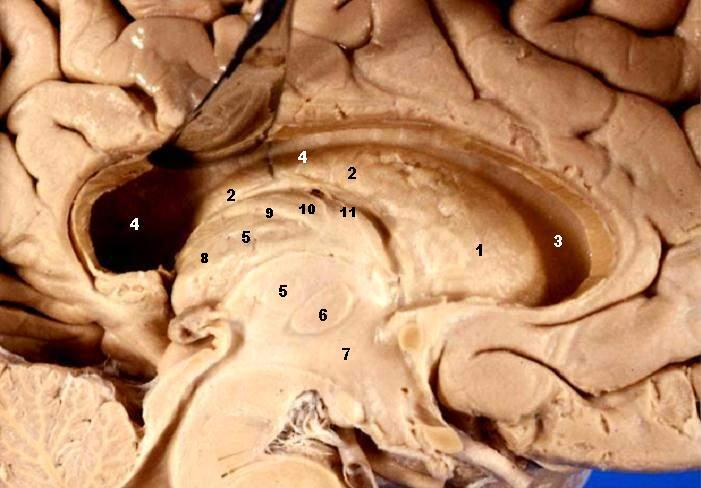
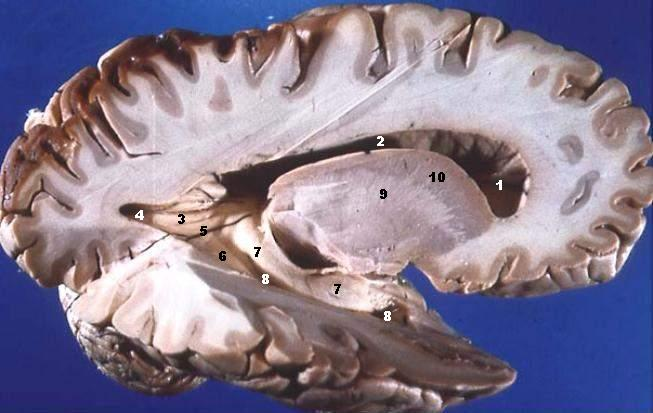
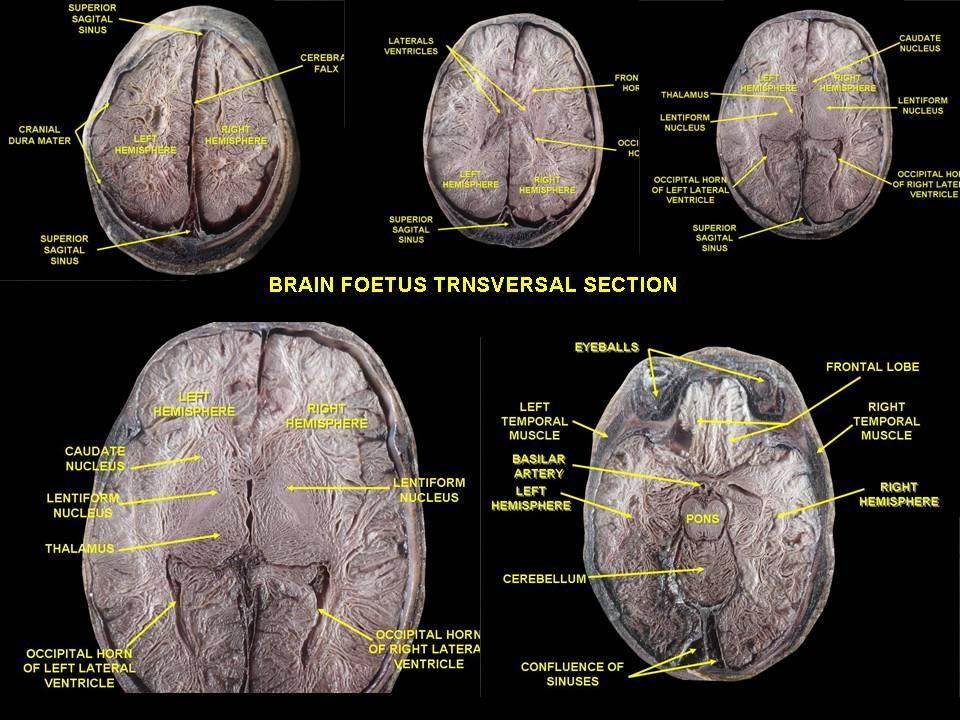
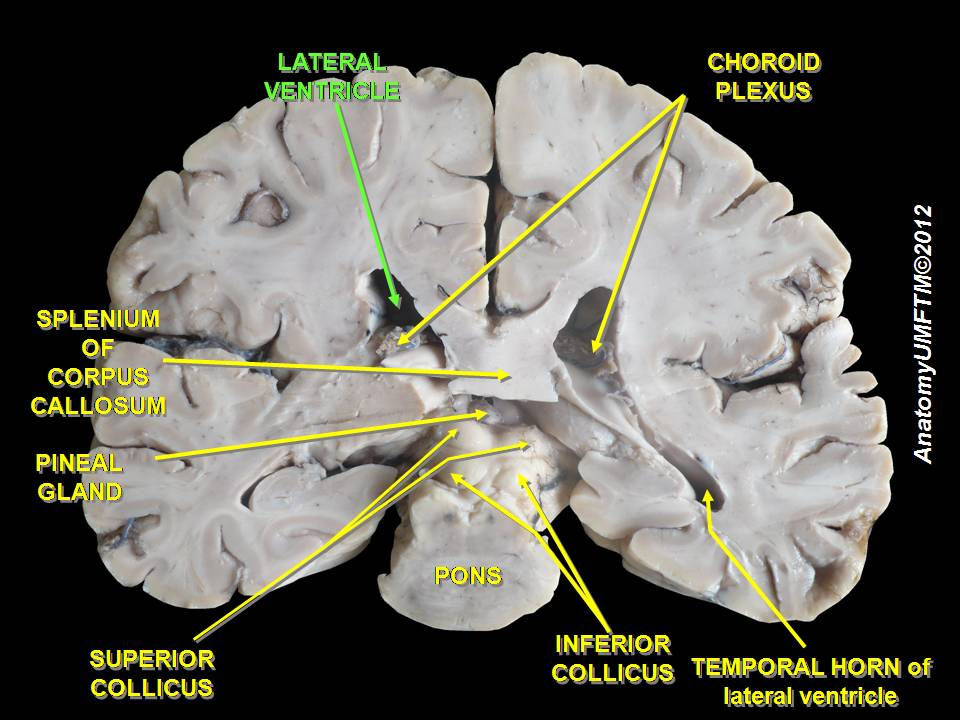
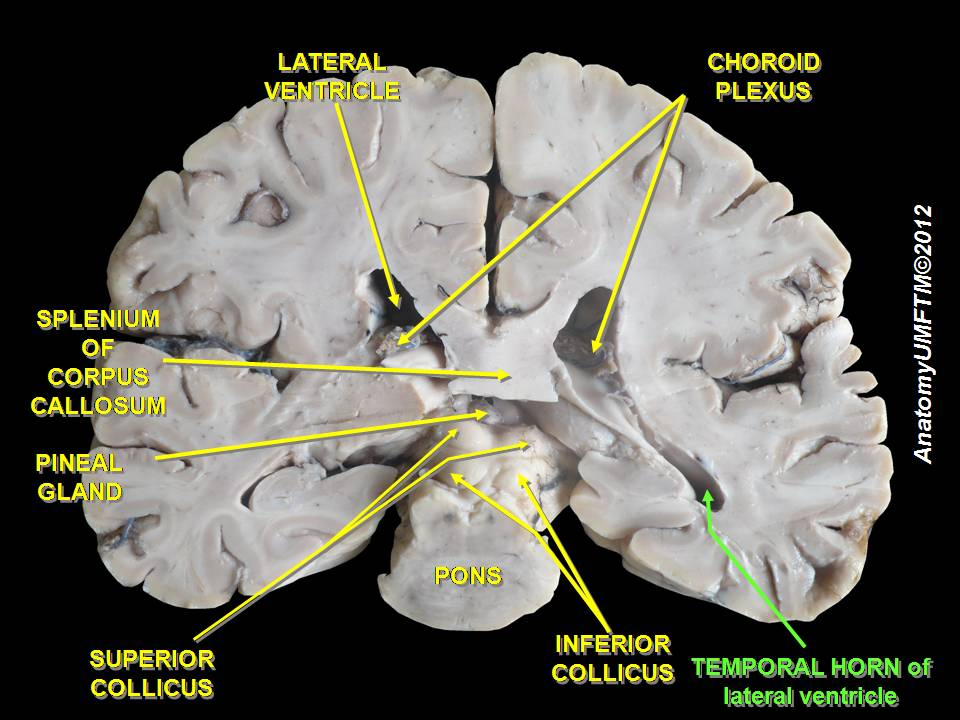
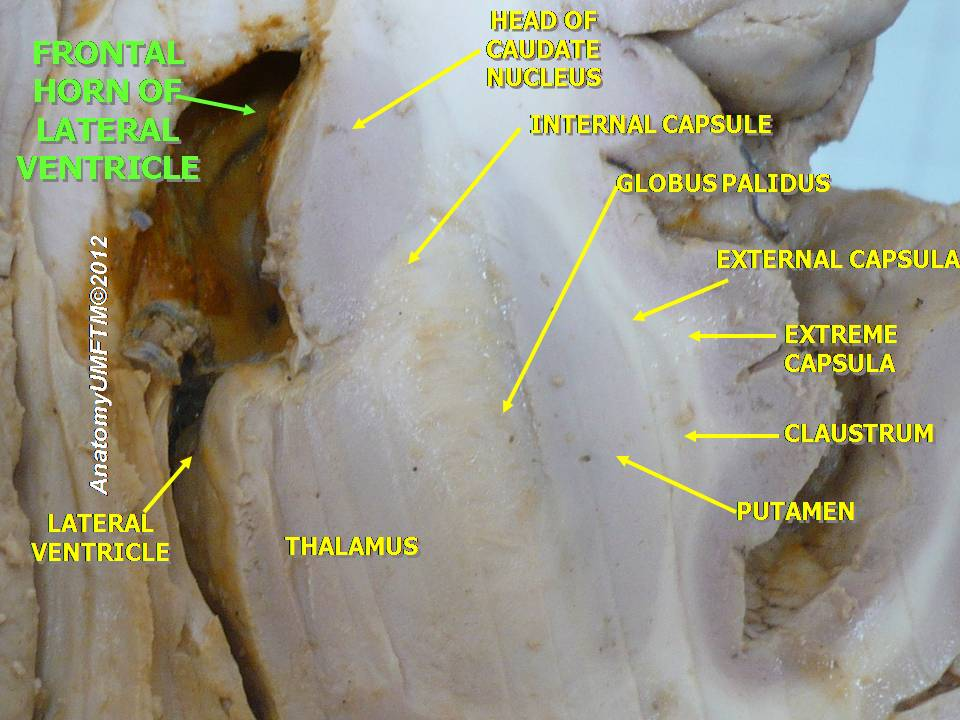
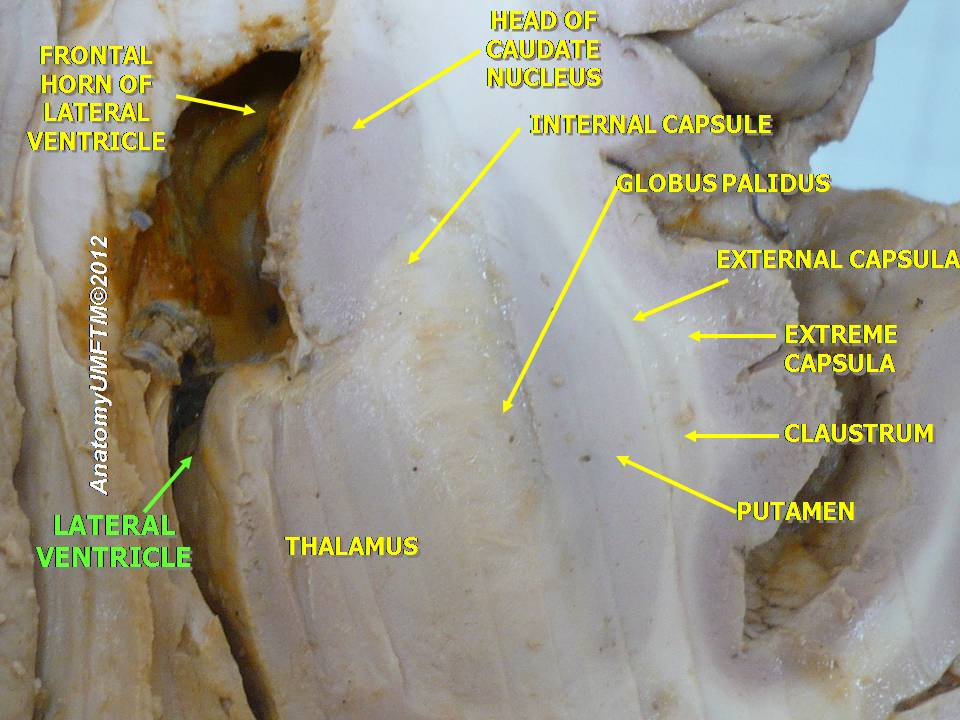
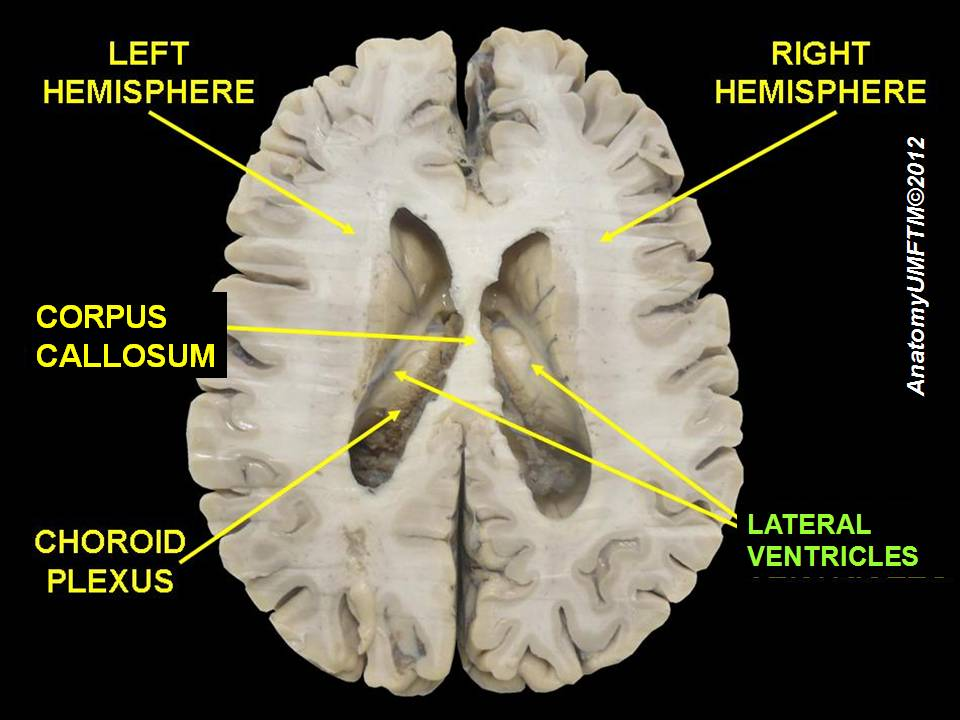
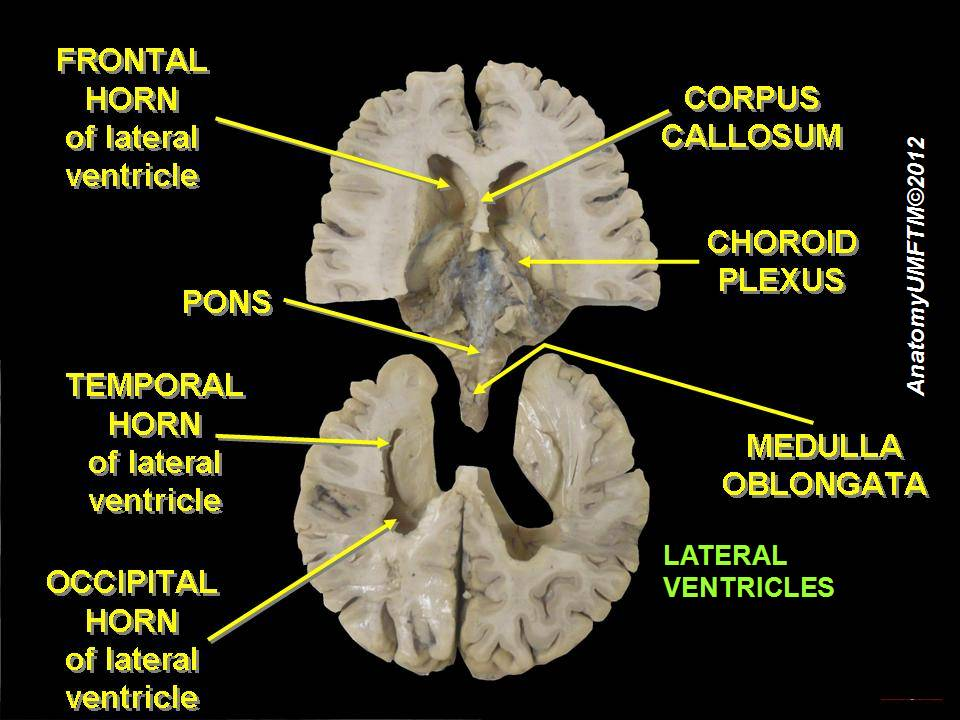
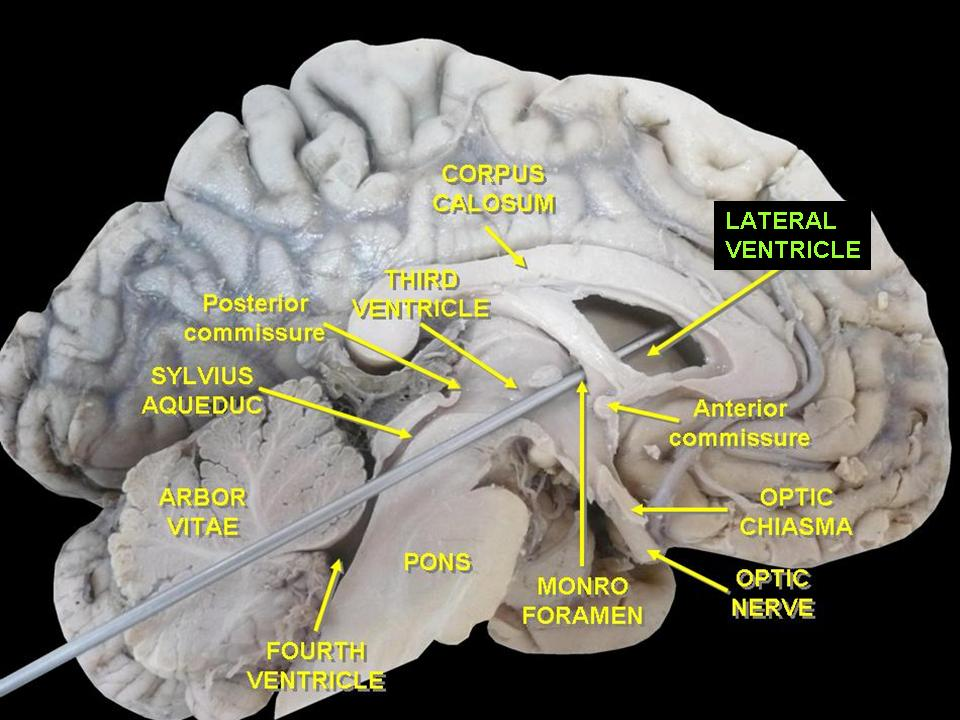